# Jiménez del Teul
Jiménez del Teul é um município do estado de Zacatecas, no México.